# K리그 베스트 11
역대 K리그에서 시즌별 베스트 11에 선정된 선수들의 명단이다.

## K리그1베스트 11 수상자 (1983–현재)
| 시즌 | 골키퍼 (GK)       | 수비수 (DF)                                                     | 미드필더 (MF)                                                             | 공격수 (FW)                                                 |
| ---- | ----------------- | --------------------------------------------------------------- | ------------------------------------------------------------------------- | ----------------------------------------------------------- |
| 1983 | 조병득 (할렐루야) | 박성화 (할렐루야) 김철수 (포항제철) 장외룡 (대우) 이강조 (유공) | 조광래 (대우) 박창선 (할렐루야)                                           | 박윤기 (유공) 이길용 (포항제철) 이춘석 (대우) 김용세 (유공) |
| 1984 | 오연교 (유공)     | 정용환 (대우) 박경훈 (포항제철) 박성화 (할렐루야) 정종수 (유공) | 박창선 (할렐루야) 허정무 (현대) 조영증 (럭키금성)                         | 최순호 (포항제철) 이태호 (대우) 백종철 (현대)               |
| 1985 | 김현태 (럭키금성) | 장외룡 (대우) 한문배 (럭키금성) 김철수 (포항제철) 최강희 (현대) | 박상인 (할렐루야) 이흥실 (포항제철) 박항서 (럭키금성)                     | 김용세 (유공) 피아퐁 (럭키금성) 강득수 (럭키금성)           |
| 1986 | 김현태 (럭키금성) | 김평석 (현대) 조영증 (럭키금성) 박노봉 (대우) 최강희 (현대)     | 조민국 (럭키금성) 이흥실 (포항제철) 윤성효 (한일은행)                     | 김용세 (유공) 정해원 (대우) 함현기 (현대)                   |
| 1987 | 김풍주 (대우)     | 구상범 (럭키금성) 최기봉 (유공) 정용환 (대우) 박경훈 (포항제철) | 김삼수 (현대) 노수진 (유공) 이흥실 (포항제철)                             | 최상국 (포항제철) 정해원 (대우) 김주성 (대우)               |
| 1988 | 오연교 (현대)     | 최강희 (현대) 최태진 (대우) 손형선 (대우) 강태식 (포항)         | 최진한 (럭키금성) 김상호 (포항제철) 황보관 (유공)                         | 이기근 (포항제철) 함현기 (현대) 신동철 (유공)               |
| 1989 | 차상광 (럭키금성) | 임종헌 (일화) 조윤환 (유공) 최윤겸 (유공) 이영익 (럭키금성)     | 이흥실 (포항제철) 조덕제 (대우) 강재순 (현대)                             | 윤상철 (럭키금성) 조긍연 (포항제철) 노수진 (유공)           |
| 1990 | 유대순 (유공)     | 임종헌 (일화) 최영준 (럭키금성) 최태진 (럭키금성) 이재희 (대우) | 최진한 (럭키금성) 이흥실 (포항제철) 최대식 (럭키금성)                     | 윤상철 (럭키금성) 이태호 (대우) 송주석 (현대)               |
| 1991 | 김풍주 (대우)     | 정용환 (대우) 박현용 (대우) 테드 (유공)                         | 김현석 (현대) 이영진 (LG) 김주성 (대우) 최강희 (현대) 이상윤 (일화)       | 이기근 (포항제철) 고정운 (일화)                             |
| 1992 | 사리체프 (일화)   | 홍명보 (포항제철) 이종화 (일화) 박정배 (LG)                     | 신홍기 (현대) 김현석 (현대) 신태용 (일화) 박태하 (포항제철) 신동철 (유공) | 박창현 (포항제철) 임근재 (LG)                               |
| 1993 | 사리체프 (일화)   | 최영일 (현대) 이종화 (일화) 유동관 (포항제철)                   | 김판근 (대우) 신태용 (일화) 김동해 (LG) 이상윤 (일화) 김봉길 (유공)       | 차상해 (포항제철) 윤상철 (LG)                               |
| 1994 | 사리체프 (일화)   | 안익수 (일화) 유상철 (현대) 홍명보 (포항제철) 허기태 (유공)     | 황보관 (유공) 신태용 (일화) 고정운 (일화)                                 | 윤상철 (LG) 라데 (포항제철) 김경래 (버팔로)                 |
| 1995 | 사리체프 (일화)   | 최영일 (현대) 홍명보 (포항) 허기태 (유공)                       | 고정운 (일화) 김현석 (현대) 신태용 (일화) 아미르 (대우) 김판근 (LG)       | 황선홍 (포항) 노상래 (전남)                                 |
| 1996 | 김병지 (울산)     | 윤성효 (수원) 김주성 (부산) 허기태 (부천SK)                     | 신태용 (천안) 바데아 (수원) 홍명보 (포항) 하석주 (부산) 김현석 (울산)     | 라데 (포항) 세르게이 (부천SK)                               |
| 1997 | 신범철 (부산)     | 김주성 (부산) 마시엘 (전남) 안익수 (포항)                       | 김현석 (울산) 신진원 (대전) 김인완 (전남) 이진행 (수원) 정재권 (부산)     | 마니치 (부산) 스카첸코 (전남)                               |
| 1998 | 김병지 (울산)     | 안익수 (포항) 마시엘 (전남) 이임생 (부천SK)                     | 고종수 (수원) 유상철 (울산) 백승철 (포항) 안정환 (부산) 정정수 (울산)     | 김현석 (울산) 샤샤 (수원)                                   |
| 1999 | 이운재 (수원)     | 강철 (부천SK) 김주성 (부산) 마시엘 (전남) 신홍기 (수원)         | 서정원 (수원) 고종수 (수원) 데니스 (수원) 고정운 (포항)                   | 안정환 (부산) 샤샤 (수원)                                   |
| 2000 | 신의손 (안양LG)   | 강철 (부천SK) 이임생 (부천SK) 김현수 (성남) 마시엘 (전남)       | 안드레 (안양LG) 신태용 (성남) 전경준 (부천SK) 데니스 (수원)               | 최용수 (안양LG) 김도훈 (전북)                               |
| 2001 | 신의손 (안양LG)   | 우르모브 (울산) 김현수 (성남) 김용희 (성남) 이영표 (안양LG)     | 신태용 (성남) 서정원 (수원) 송종국 (부산) 남기일 (부천SK)                 | 우성용 (부산) 산드로 (수원)                                 |
| 2002 | 이운재 (수원)     | 김현수 (성남) 김태영 (전남) 최진철 (전북) 홍명보 (포항)         | 신태용 (성남) 이천수 (울산) 안드레 (안양LG) 서정원 (수원)                 | 김대의 (성남) 유상철 (울산)                                 |
| 2003 | 서동명 (울산)     | 최진철 (전북) 김태영 (전남) 김현수 (성남) 산토스 (포항)         | 신태용 (성남) 이성남 (성남) 이관우 (대전) 김남일 (전남)                   | 김도훈 (성남) 마그노 (전북)                                 |
| 2004 | 이운재 (수원)     | 산토스 (포항) 유경렬 (울산) 무사 (수원) 곽희주 (수원)           | 김동진 (서울) 따바레즈 (포항) 김두현 (수원) 김대의 (수원)                 | 나드손 (수원) 모따 (전남)                                   |
| 2005 | 김병지 (포항)     | 임중용 (인천) 유경렬 (울산) 조용형 (부천SK) 김영철 (성남)       | 김두현 (성남) 이천수 (울산) 이호 (울산) 조원희 (수원)                     | 박주영 (서울) 마차도 (울산)                                 |
| 2006 | 박호진 (수원)     | 장학영 (성남) 마토 (수원) 최진철 (전북) 김영철 (성남)           | 김두현 (성남) 백지훈 (수원) 이관우 (수원) 뽀뽀 (부산)                     | 우성용 (성남) 김은중 (서울)                                 |
| 2007 | 김병지 (서울)     | 아디 (서울) 마토 (수원) 황재원 (포항) 장학영 (성남)             | 따바레즈 (포항) 이관우 (수원) 김기동 (포항) 김두현(성남)                  | 이근호 (대구) 까보레 (경남)                                 |
| 2008 | 이운재 (수원)     | 아디 (서울) 마토 (수원) 박동혁 (울산) 최효진 (포항)             | 김형범 (전북) 조원희 (수원) 기성용 (서울) 이청용 (서울)                   | 이근호 (대구) 에두 (수원)                                   |
| 2009 | 신화용 (포항)     | 김상식 (전북) 김형일 (포항) 황재원 (포항) 최효진 (포항)         | 최태욱 (전북) 기성용 (서울) 김정우 (성남) 에닝요 (전북)                   | 이동국 (전북) 데닐손 (포항)                                 |
| 2010 | 김용대 (서울)     | 아디 (서울) 홍정호 (제주) 사샤 (성남) 최효진 (서울)             | 몰리나 (성남) 윤빛가람 (경남) 구자철 (제주) 에닝요 (전북)                 | 김은중 (제주) 데얀 (서울)                                   |
| 2011 | 김영광 (울산)     | 박원재 (전북) 곽태휘 (울산) 조성환 (전북) 최철순 (전북)         | 염기훈 (수원) 윤빛가람 (경남) 하대성 (서울) 에닝요 (전북)                 | 이동국 (전북) 데얀 (서울)                                   |
| 2012 | 김용대 (서울)     | 아디 (서울) 정인환 (인천) 곽태휘 (울산) 김창수 (부산)           | 몰리나 (서울) 하대성 (서울) 황진성 (포항) 이근호 (울산)                   | 이동국 (전북) 데얀 (서울)                                   |
| 2013 | 김승규 (울산)     | 아디 (서울) 김치곤 (울산) 김원일 (포항) 이용 (울산)             | 고무열 (포항) 이명주 (포항) 하대성 (서울) 레오나르도 (전북)               | 김신욱 (울산) 데얀 (서울)                                   |
| 2014 | 권순태 (전북)     | 홍철 (수원) 김주영 (서울) 윌킨슨 (전북) 차두리 (서울)           | 임상협 (부산) 고명진 (서울) 이승기 (전북) 한교원 (전북)                   | 이동국 (전북) 산토스 (수원)                                 |
| 2015 | 권순태 (전북)     | 홍철 (수원) 요니치 (인천) 김기희 (전북) 차두리 (서울)           | 염기훈 (수원) 이재성 (전북) 권창훈 (수원) 송진형 (제주)                   | 이동국 (전북) 아드리아노 (서울)                             |
| 2016 | 권순태 (전북)     | 정운 (제주) 요니치 (인천) 오스마르 (서울) 고광민 (서울)         | 레오나르도 (전북) 이재성 (전북) 권창훈 (수원) 로페즈 (전북)               | 정조국 (광주) 아드리아노 (서울)                             |
| 2017 | 조현우 (대구)     | 김진수 (전북) 김민재 (전북) 오반석 (제주) 최철순 (전북)         | 염기훈 (수원) 이재성 (전북) 이창민 (제주) 이승기 (전북)                   | 조나탄 (수원) 이근호 (강원)                                 |
| 2018 | 조현우 (대구)     | 홍철 (수원) 김민재 (전북) 리차드 (울산) 이용 (전북)             | 네게바 (경남) 최영준 (경남) 아길라르 (인천) 로페즈 (전북)                 | 말컹 (경남) 주니오 (울산)                                   |
| 2019 | 조현우 (대구)     | 홍철 (수원) 홍정호 (전북) 이용 (전북) 김태환 (울산)             | 문선민 (전북) 김보경 (울산) 세징야 (대구) 완델손 (포항)                   | 타카트 (수원) 주니오 (울산)                                 |
| 2020 | 조현우 (울산)     | 강상우 (포항) 권경원 (상주) 홍정호 (전북) 김태환 (울산)         | 한교원 (전북) 손준호 (전북) 세징야 (대구) 팔로세비치 (포항)               | 주니오 (울산) 일류첸코 (포항)                               |
| 2021 | 조현우 (울산)     | 이기제 (수원) 불투이스 (울산) 홍정호 (전북) 강상우 (포항)       | 임상협 (포항) 바코 (울산) 세징야 (대구) 이동준 (울산)                     | 주민규 (제주) 라스 (수원 FC)                                |
| 2022 | 조현우 (울산)     | 김진수 (전북) 김영권 (울산) 박진섭 (전북) 김태환 (울산)         | 김대원 (강원) 신진호 (포항) 세징야 (대구) 이청용 (울산)                   | 조규성 (전북) 주민규 (제주)                                 |
| 2023 | 조현우 (울산)     | 완델손 (포항) 김영권 (울산) 그랜트 (포항) 설영우 (울산)         | 제르소 (인천) 오베르단 (포항) 이순민 (광주) 엄원상 (울산)                 | 주민규 (울산) 제카 (포항)                                   |
| 2024 | 조현우 (울산)     | 황문기 (강원) 김기희 (울산) 박승욱 (김천) 이명재 (울산)         | 양민혁 (강원) 오베르단 (포항) 고승범 (울산) 안데르손 (수원)               | 이동경 (김천) 이상헌 (강원)                                 |

## K리그2베스트 11 수상자 (2013–현재)
| 시즌 | 골키퍼 (GK)    | 수비수 (DF)                                                      | 미드필더 (MF)                                             | 공격수 (FW)                       |
| ---- | -------------- | ---------------------------------------------------------------- | --------------------------------------------------------- | --------------------------------- |
| 2013 | 김호준 (상주)  | 최철순 (상주) 김형일 (상주) 이재성 (상주) 오범석 (경찰)          | 염기훈 (경찰) 이호 (상주) 최진수 (안양) 김영후 (경찰)     | 이근호 (상주) 알렉스 (고양)       |
| 2014 | 박주원 (대전)  | 이재권 (안산) 허재원 (대구) 윤원일 (대전) 임창우 (대전)          | 김호남 (광주) 이용래 (안산) 최진수 (안양) 최진호 (강원)   | 아드리아노 (대전) 알렉스 (강원)   |
| 2015 | 조현우 (대구)  | 박진포 (상주) 이용 (상주) 강민수 (상주) 신형민 (안산)            | 이승기 (상주) 조원희 (서울E) 김재성 (서울E) 고경민 (안양) | 조나탄 (대구) 주민규 (서울E)      |
| 2016 | 조현우 (대구)  | 정승용 (강원) 황재원 (대구) 이한샘 (강원) 정우재 (대구)          | 세징야 (대구) 이현승 (안산) 황인범 (대전) 바그닝요 (부천) | 김동찬 (대전) 포프 (부산)         |
| 2017 | 이범수 (경남)  | 최재수 (경남) 박지수 (경남) 이반 (경남) 우주성 (경남)            | 정원진 (경남) 문기한 (부천) 황인범 (대전) 배기종 (경남)   | 말컹 (경남) 이정협 (부산)         |
| 2018 | 김영광 (서울E) | 서보민 (성남) 윤영선 (성남) 이한샘 (아산) 김문환 (부산)          | 호물로 (부산) 이명주 (아산) 황인범 (대전) 안현범 (아산)   | 나상호 (광주) 키쭈 (대전)         |
| 2019 | 윤평국 (광주)  | 이으뜸 (광주) 닐손 주니어 (부천) 아슐마토프 (광주) 김문환 (부산) | 김상원 (안양) 알렉스 (안양) 이동준 (부산) 호물로 (부산)   | 조규성 (안양) 치솜 (수원FC)       |
| 2020 | 오승훈 (제주)  | 정우재 (제주) 정운 (제주) 조유민 (수원 FC) 안현범 (제주)         | 공민현 (제주) 이창민 (제주) 김영욱 (제주) 백성동 (경남)   | 안병준 (수원 FC) 레안드로 (서울E) |
| 2021 | 구성윤 (김천)  | 서영재 (대전) 주현우 (안양) 정승현 (김천) 최준 (부산)            | 김경중 (안양) 박진섭 (대전) 김현욱 (전남) 마사 (대전)     | 안병준 (부산) 조나탄 (안양)       |
| 2022 | 김경민 (광주)  | 조현택 (부천) 안영규 (광주) 조유민 (대전) 두현석 (광주)          | 윌리안 (대전) 박한빈 (광주) 이순민 (광주) 엄지성 (광주)   | 유강현 (충남 아산) 티아고 (경남)  |
| 2023 | 구상민 (부산)  | 김동진 (안양) 이한도 (부산) 이상민 (김천) 최준 (부산)            | 김진규 (김천) 발디비아 (전남) 원두재 (김천) 모재현 (경남) | 루이스 (김포) 조르지 (충북 청주)  |
| 2024 | 김다솔 (안양)  | 김동진 (안양) 이창용 (안양) 오스마르 (서울) 이태희 (안양)        | 발디비야 (전남) 루이스 (김포) 김정현 (안양) 주닝요 (충남) | 모따 (천안) 마테우스 (안양)       |

## K리그30주년 레전드 베스트 11 수상자 (2013)
| 골키퍼 (GK)         | 수비수 (DF)                                                   | 미드필더 (MF)                                                 | 공격수 (FW)                             |
| ------------------- | ------------------------------------------------------------- | ------------------------------------------------------------- | --------------------------------------- |
| 신의손 (성남, 서울) | 최강희 (포항, 울산) 김태영 (전남) 홍명보 (포항) 박경훈 (포항) | 김주성 (부산) 신태용 (성남) 유상철 (울산) 서정원 (서울, 수원) | 황선홍 (포항, 수원) 최순호 (포항, 서울) |

## 같이 보기
- K리그 최우수선수상
- K리그 영플레이어상
- K리그 득점상
- K리그 도움상
- K리그 감독상
- K리그 개인 수상 기록
- K리그 구단 수상 기록

## 참고 자료
- K리그 공식 웹사이트 - 역대 개인상 수상자
- K리그 공식 웹사이트 - K리그 히스토리
- K리그 공식 웹사이트 - K리그 30주년 기념 레전드 베스트 11